# فرد دبليو. فريندلي
فرد دبليو. فريندلي (بالإنجليزية: Fred W. Friendly)‏ هو صحفي أمريكي، ولد في 30 أكتوبر 1915 في نيويورك في الولايات المتحدة، وتوفي في 3 مارس 1998 في ذا برونكس في الولايات المتحدة.

## وصلات خارجية
- فرد دبليو. فريندلي على موقع IMDb (الإنجليزية)
- فرد دبليو. فريندلي على موقع الموسوعة البريطانية (الإنجليزية)
- فرد دبليو. فريندلي على موقع إن إن دي بي (الإنجليزية)
- فرد دبليو. فريندلي على موقع ديسكوغز (الإنجليزية)
- فرد دبليو. فريندلي على موقع قاعدة بيانات الفيلم (الإنجليزية)